# 2023-as NBA-draft
A 2023-as NBA-draft a National Basketball Association 77. játékosbörzéje, amelyben az Egyesült Államok amatőr egyetemi játékosait választották, nemzetközi játékosokkal kiegészítve. 2023. június 22-én rendezték meg, a brooklyni Barclays Centerben. A draft a megszokott 60 helyett csak 58 választásból fog állni, mivel a Chicago Bulls és a Philadelphia 76ers elvesztette választási jogát szabálysértések miatt.

## Választások
| PG | Irányító | SG | Dobóhátvéd | SF | Alacsonybedobó | PF | Erőcsatár | C | Center |

| Kör | Választás                                                                                            | Játékos                                                                                              | Poz.                                                                                                 | Nemzetiség                                                                                           | Csapat                                                                                               | Iskola/Csapat                                                                                        |
| --- | --- | --- | --- | --- | --- | --- |
| 1   | 1 | Victor Wembanyama                                                                                    | PF/C                                                                                                 | Franciaország                                                                                        | San Antonio Spurs                                                                                    | Metropolitans 92                                                                                     |
| 1   | 2 | Brandon Miller                                                                                       | SF/SG                                                                                                | Egyesült Államok                                                                                     | Charlotte Hornets                                                                                    | Alabamai Egyetem                                                                                     |
| 1   | 3 | Scoot Henderson                                                                                      | PG                                                                                                   | Egyesült Államok                                                                                     | Portland Trail Blazers                                                                               | NBA G-League Ignite                                                                                  |
| 1   | 4 | Amen Thompson                                                                                        | PG                                                                                                   | Egyesült Államok                                                                                     | Houston Rockets                                                                                      | Overtime Elite                                                                                       |
| 1   | 5 | Ausar Thompson                                                                                       | SG/SF                                                                                                | Egyesült Államok                                                                                     | Detroit Pistons                                                                                      | Overtime Elite                                                                                       |
| 1   | 6 | Anthony Black                                                                                        | SG/PG                                                                                                | Egyesült Államok                                                                                     | Orlando Magic                                                                                        | Arkansasi Egyetem                                                                                    |
| 1   | 7 | Bilal Coulibaly                                                                                      | SF                                                                                                   | Franciaország                                                                                        | Indiana Pacers                                                                                       | Metropolitans 92                                                                                     |
| 1   | 8 | Jarace Walker                                                                                        | PF/SF                                                                                                | Egyesült Államok                                                                                     | Washington Wizards                                                                                   | Houstoni Egyetem                                                                                     |
| 1   | 9 | Taylor Hendricks                                                                                     | PF                                                                                                   | Egyesült Államok                                                                                     | Utah Jazz                                                                                            | UCF                                                                                                  |
| 1   | 10                                                                                                   | Cason Wallace                                                                                        | PG/SG                                                                                                | Egyesült Államok                                                                                     | Dallas Mavericks                                                                                     | Kentucky Egyetem                                                                                     |
| 1   | 11                                                                                                   | Jett Howard                                                                                          | SF                                                                                                   | Egyesült Államok                                                                                     | Orlando Magic (Chicagóból)                                                                           | Michigani Egyetem                                                                                    |
| 1   | 12                                                                                                   | Dereck Lively II                                                                                     | C | Egyesült Államok                                                                                     | Oklahoma City Thunder                                                                                | Duke Egyetem                                                                                         |
| 1   | 13                                                                                                   | Gradey Dick                                                                                          | SF/SG                                                                                                | Egyesült Államok                                                                                     | Toronto Raptors                                                                                      | Kansasi Egyetem                                                                                      |
| 1   | 14                                                                                                   | Jordan Hawkins                                                                                       | SG                                                                                                   | Egyesült Államok                                                                                     | New Orleans Pelicans                                                                                 | Connecticuti Egyetem                                                                                 |
| 1   | 15                                                                                                   | Kobe Bufkin                                                                                          | SG                                                                                                   | Egyesült Államok                                                                                     | Atlanta Hawks                                                                                        | Michigani Egyetem                                                                                    |
| 1   | 16                                                                                                   | Keyonte George                                                                                       | SG                                                                                                   | Egyesült Államok                                                                                     | Utah Jazz (Minnesotából)                                                                             | Baylor Egyetem                                                                                       |
| 1   | 17                                                                                                   | Jalen Hood-Schifino                                                                                  | SG                                                                                                   | Egyesült Államok                                                                                     | Los Angeles Lakers                                                                                   | Indianai Egyetem                                                                                     |
| 1   | 18                                                                                                   | Jaime Jaquez Jr.                                                                                     | SF                                                                                                   | Mexikó                                                                                               | Miami Heat                                                                                           | UCLA                                                                                                 |
| 1   | 19                                                                                                   | Brandin Podziemski                                                                                   | SG                                                                                                   | Egyesült Államok                                                                                     | Golden State Warriors                                                                                | Santa Clara-i Egyetem                                                                                |
| 1   | 20                                                                                                   | Cam Whitmore                                                                                         | SF                                                                                                   | Egyesült Államok                                                                                     | Houston Rockets (a Clipperstől)                                                                      | Villanovai Egyetem                                                                                   |
| 1   | 21                                                                                                   | Noah Clowney                                                                                         | PF                                                                                                   | Egyesült Államok                                                                                     | Brooklyn Nets (Phoenixből)                                                                           | Alabamai Egyetem                                                                                     |
| 1   | 22                                                                                                   | Dariq Whitehead                                                                                      | SG                                                                                                   | Egyesült Államok                                                                                     | Brooklyn Nets                                                                                        | Duke Egyetem                                                                                         |
| 1   | 23                                                                                                   | Kris Murray                                                                                          | PF                                                                                                   | Egyesült Államok                                                                                     | Portland Trail Blazers (New Yorkból)                                                                 | Iowai Egyetem                                                                                        |
| 1   | 24                                                                                                   | Olivier-Maxence Prosper                                                                              | SF                                                                                                   | Kanada                                                                                               | Sacramento Kings                                                                                     | Marquette Egyetem                                                                                    |
| 1   | 25                                                                                                   | Marcus Sasser                                                                                        | PG                                                                                                   | Egyesült Államok                                                                                     | Memphis Grizzlies                                                                                    | Houstoni Egyetem                                                                                     |
| 1   | 26                                                                                                   | Ben Sheppard                                                                                         | SG                                                                                                   | Egyesült Államok                                                                                     | Indiana Pacers (Clevelandből)                                                                        | Belmont Egyetem                                                                                      |
| 1   | 27                                                                                                   | Nick Smith Jr.                                                                                       | SG                                                                                                   | Egyesült Államok                                                                                     | Charlotte Hornets (Denverből, New Yorkon és Oklahoma Cityn keresztül)                                | Arkansasi Egyetem                                                                                    |
| 1   | 28                                                                                                   | Brice Sensabaugh                                                                                     | SF                                                                                                   | Egyesült Államok                                                                                     | Utah Jazz (Philadelphiából, Brooklynon keresztül)                                                    | Ohiói Állami Egyetem                                                                                 |
| 1   | 29                                                                                                   | Julian Strawther                                                                                     | SF                                                                                                   | Puerto Rico · Egyesült Államok                                                                       | Indiana Pacers (Bostonból)                                                                           | Gonzaga Egyetem                                                                                      |
| 1   | 30                                                                                                   | Kobe Brown                                                                                           | PF                                                                                                   | Egyesült Államok                                                                                     | Los Angeles Clippers (Milwaukee-ból, Houstonon keresztül)                                            | Missouri Egyetem                                                                                     |
| 2   | 31                                                                                                   | James Nnaji                                                                                          | C | Nigéria                                                                                              | Detroit Pistons                                                                                      | FC Barcelona                                                                                         |
| 2   | 32                                                                                                   | Jalen Pickett                                                                                        | SG                                                                                                   | Egyesült Államok                                                                                     | Indiana Pacers (Houstonból)                                                                          | Pennsylvaniai Állami Egyetem                                                                         |
| 2   | 33                                                                                                   | Leonard Miller                                                                                       | SF                                                                                                   | Kanada                                                                                               | San Antonio Spurs                                                                                    | NBA G-League Ignite                                                                                  |
| 2   | 34                                                                                                   | Colby Jones                                                                                          | SG                                                                                                   | Egyesült Államok                                                                                     | Charlotte Hornets                                                                                    | Xavier Egyetem                                                                                       |
| 2   | 35                                                                                                   | Julian Phillips                                                                                      | SF                                                                                                   | Egyesült Államok                                                                                     | Boston Celtics (Portlandből, Atlantán, a Clippers-ön, Detroiton és Clevelanden keresztül)            | Tennessee-i Egyetem                                                                                  |
| 2   | 36                                                                                                   | Andre Jackson Jr.                                                                                    | SG                                                                                                   | Egyesült Államok                                                                                     | Orlando Magic                                                                                        | Connecticuti Egyetem                                                                                 |
| 2   | 37                                                                                                   | Hunter Tyson                                                                                         | SF                                                                                                   | Egyesült Államok                                                                                     | Oklahoma City Thunder (Washingtonból, New Orleans-en keresztül)                                      | Clemson Egyetem                                                                                      |
| 2   | 38                                                                                                   | Jordan Walsh                                                                                         | SF                                                                                                   | Egyesült Államok                                                                                     | Sacramento Kings (Indianából)                                                                        | Arkansasi Egyetem                                                                                    |
| 2   | 39                                                                                                   | Mouhamed Gueye                                                                                       | PF                                                                                                   | Szenegál                                                                                             | Charlotte Hornets (Utah-ból, New Yorkon keresztül)                                                   | Washington State                                                                                     |
| 2   | 40                                                                                                   | Maxwell Lewis                                                                                        | SF                                                                                                   | Egyesült Államok                                                                                     | Denver Nuggets (Dallasból, Oklahoma Cityn keresztül)                                                 | Pepperdine Egyetem                                                                                   |
| 2   | 41                                                                                                   | Amari Bailey                                                                                         | SG                                                                                                   | Egyesült Államok                                                                                     | Charlotte Hornets (Oklahoma Cityből, New Yorkon és Bostonon keresztül)                               | UCLA                                                                                                 |
| 2   | 42                                                                                                   | Tristan Vukčević                                                                                     | PF/C                                                                                                 | Szerbia                                                                                              | Washington Wizards (Chicagóból, a Lakers-ön és Washingtonon keresztül)                               | KK Partizan                                                                                          |
| 2   | 43                                                                                                   | Rayan Rupert                                                                                         | SG                                                                                                   | Franciaország                                                                                        | Portland Trail Blazers (Atlantából)                                                                  | New Zealand Breakers                                                                                 |
| 2   | 44                                                                                                   | Sidy Cissoko                                                                                         | SG/SF                                                                                                | Franciaország                                                                                        | San Antonio Spurs (Torontóból)                                                                       | NBA G-League Ignite                                                                                  |
| 2   | 45                                                                                                   | G. G. Jackson                                                                                        | PF                                                                                                   | Egyesült Államok                                                                                     | Memphis Grizzlies (Minnesotából)                                                                     | Dél-karolinai Egyetem                                                                                |
| 2   | 46                                                                                                   | Seth Lundy                                                                                           | SG                                                                                                   | Egyesült Államok                                                                                     | Atlanta Hawks (New Orleans-ből)                                                                      | Pennsylvaniai Állami Egyetem                                                                         |
| 2   | 47                                                                                                   | Mojave King                                                                                          | SG                                                                                                   | Új-Zéland                                                                                            | Los Angeles Lakers                                                                                   | NBA G-League Ignite                                                                                  |
| 2   | 48                                                                                                   | Jordan Miller                                                                                        | SF                                                                                                   | Egyesült Államok                                                                                     | Los Angeles Clippers                                                                                 | Miami Egyetem                                                                                        |
| 2   | 49                                                                                                   | Emoni Bates                                                                                          | SF                                                                                                   | Egyesült Államok                                                                                     | Cleveland Cavaliers (Golden State-ből, Utah-n és New Orleans-on keresztül)                           | Kelet-michigani Egyetem                                                                              |
| 2   | 50                                                                                                   | Keyontae Johnson                                                                                     | SF                                                                                                   | Egyesült Államok                                                                                     | Oklahoma City Thunder (Miamiból, Bostonon, Memphisen és Dallason keresztül)                          | Kansasi Állami Egyetem                                                                               |
| 2   | 51                                                                                                   | Jalen Wilson                                                                                         | SF                                                                                                   | Egyesült Államok                                                                                     | Brooklyn Nets                                                                                        | Kansasi Egyetem                                                                                      |
| 2   | 52                                                                                                   | Toumani Camara                                                                                       | SF/PF                                                                                                | Belgium                                                                                              | Phoenix Suns                                                                                         | Dayton Egyetem                                                                                       |
| 2   | 53                                                                                                   | Jaylen Clark                                                                                         | SG                                                                                                   | Egyesült Államok                                                                                     | Minnesota Timberwolves (New Yorkból, Charlotte-on keresztül)                                         | UCLA                                                                                                 |
| 2   | 54                                                                                                   | Jalen Slawson                                                                                        | SF                                                                                                   | Egyesült Államok                                                                                     | Sacramento Kings                                                                                     | Furman Egyetem                                                                                       |
| 2   | 55                                                                                                   | Isaiah Wong                                                                                          | PG                                                                                                   | Egyesült Államok                                                                                     | Indiana Pacers (Clevelandből, Milwaukee-n és Detroiton keresztül)                                    | Miami Egyetem                                                                                        |
| 2   | 56                                                                                                   | Tarik Biberović                                                                                      | SF                                                                                                   | Bosznia-Hercegovina                                                                                  | Memphis Grizzlies                                                                                    | Fenerbahçe                                                                                           |
| 2   | Chicago Bulls (Denverből, Clevelanden keresztül; szabálysértések miatt megfosztva választási jogtól) | Chicago Bulls (Denverből, Clevelanden keresztül; szabálysértések miatt megfosztva választási jogtól) | Chicago Bulls (Denverből, Clevelanden keresztül; szabálysértések miatt megfosztva választási jogtól) | Chicago Bulls (Denverből, Clevelanden keresztül; szabálysértések miatt megfosztva választási jogtól) | Chicago Bulls (Denverből, Clevelanden keresztül; szabálysértések miatt megfosztva választási jogtól) | Chicago Bulls (Denverből, Clevelanden keresztül; szabálysértések miatt megfosztva választási jogtól) |
| 2   | Philadelphia 76ers (szabálysértések miatt megfosztva választási jogtól)                              | Philadelphia 76ers (szabálysértések miatt megfosztva választási jogtól)                              | Philadelphia 76ers (szabálysértések miatt megfosztva választási jogtól)                              | Philadelphia 76ers (szabálysértések miatt megfosztva választási jogtól)                              | Philadelphia 76ers (szabálysértések miatt megfosztva választási jogtól)                              | Philadelphia 76ers (szabálysértések miatt megfosztva választási jogtól)                              |
| 2   | 57                                                                                                   | Trayce Jackson-Davis                                                                                 | PF                                                                                                   | Egyesült Államok                                                                                     | Washington Wizards (Bostonból, Charlotte-on keresztül)                                               | Indianai Egyetem                                                                                     |
| 2   | 58                                                                                                   | Chris Livingston                                                                                     | SF                                                                                                   | Egyesült Államok                                                                                     | Milwaukee Bucks                                                                                      | Kentucky Egyetem                                                                                     |

## Drafttal kapcsolatos tranzakciók

### Draft előtt
| - 2017. július 7.: Miami Heat – Dallas Mavericks - Heat kapta: A.J. Hammons - Mavericks kapta: Josh McRoberts, 2023-as második köri választás és pénzösszeg - 2018. június 28.: Charlotte Hornets – Atlanta Hawks - Hornets kapta: Devonte’ Graham - Hawks kapta: 2019-es és 2023-as második köri választás - 2019. február 4.: Portland Trail Blazers – Cleveland Cavaliers - Cavaliers kapta: Nik Stauskas, Wade Baldwin IV, 2021-es és 2023-as második köri választás - Trail Blazers kapta: Rodney Hood - 2019. február 6.: Washington Wizards – New Orleans Pelicans - Wizards kapta: Wesley Johnson - Pelicans kapta: Markieff Morris, 2023-as második köri választás - 2019. február 6.: Washington Wizards – Chicago Bulls - Wizards kapta: Bobby Portis, Jabari Parker, 2023-as védett második köri választás - Bulls kapta: Otto Porter Jr. - 2019. június 20.: Golden State Warriors – New Orleans Pelicans - Warriors kapta: Alen Smailagić - Pelicans kapta: 2021-es és 2023-as második köri választás - 2019. június 27.: Cleveland Cavaliers – Detroit Pistons - Cavaliers kapta: Kevin Porter Jr. - Pistons kapta: 2023-as első köri választás, második köri választások, pénzösszeg - 2019. július 1.: Washington Wizards – Chicago Bulls - Wizards kapta: a védettség eltávolítása a Bulls 2023-as védett második köri választásáról - Bulls kapta: Tomáš Satoranský - 2019. július 6.: Atlanta Hawks – New Orleans Pelicans - Hawks kapta: Solomon Hill, illetve De’Andre Hunter és Jordan Bone draftjoga, 2023-as második köri választás - Pelicans kapta: Jaxson Hayes, Nickeil Alexander-Walker és Marcos Louzada Silva, 2021-es és 2022-es második köri választás - 2019. július 6.: Atlanta Hawks – New Orleans Pelicans - Hawks kapta: Solomon Hill, illetve De’Andre Hunter és Jordan Bone draftjogai, 2023-as második köri választás - Pelicans kapta: Jaxson Hayes, Nickeil Alexander-Walker és Marcos Louzada Silva draftjogai, 2021-es és 2022-es második köri választás - 2019. július 7.: Atlanta Hawks – Philadelphia 76ers - Hawks kapta: Bruno Fernando - 76ers kapta: Jordan Bone, 2020-as védett második köri választás, a legjobb választás Atlanta, Charlotte és Brooklyn 2023-as második köri választása közül - 2019. július 7.: New Orleans Pelicans – Utah Jazz - Pelicans kapta: Derrick Favors - Jazz kapta: 2021-es és 2023-as második köri választás - 2019. július 8.: Dallas Mavericks – Memphis Grizzlies - Mavericks kapta: Delon Wright - Grizzlies kapta: Satnam Singh, 2021-es második köri választás, a legjobb Dallas és Miami 2023-as második köri választása közül - 2019. december 24.: Utah Jazz – Cleveland Cavaliers - Jazz kapta: Jordan Clarkson - Cavaliers kapta: Dante Exum, 2022-es és 2023-as második köri választás - 2020. február 6.: Cleveland Cavaliers – Detroit Pistons - Cavaliers kapta: Andre Drummond - Pistons kapta: Brandon Knight, John Henson, a legjobb Cleveland és Golden State 2023-as második köri választásai közül - 2022. február 10.: Detroit Pistons – Milwaukee Bucks – Sacramento Kings – Los Angeles Clippers - Pistons kapta: Marvin Bagley III - Bucks kapta: Serge Ibaka, két második köri választás, pénzösszeg - Kings kapta: Donte DiVincenzo, Josh Jackson és Trey Lyles - Clippers kapta: Rodney Hood és Semi Ojeleye - 2020. november 19.: Detroit Pistons – Los Angeles Clippers – Brooklyn Nets - Pistons kapta: Saddiq Bey, Dzanan Musa, Jaylen Hands, Rodney McGruder, második köri választás, pénzösszeg - Clippers kapta: Jay Scrubb, Luke Kennard, Justin Patton, 2023-as és három későbbi második köri választás - Nets kapta: Landry Shamet, Reggie Perry és Bruce Brown - 2020. november 19.: Utah Jazz – New York Knicks - Jazz kapta: pénzösszeg - Knicks kapta: Ed Davis, két 2023-as második köri választás - 2020. november 20.: Denver Nuggets – Oklahoma City Thunder – Milwaukee Bucks – New Orleans Pelicans - Nuggets kapta: R.J. Hampton - Thunder kapta: George Hill, Zylan Cheatham, Josh Gray, Darius Miller, Kenrich Williams, 2023-as és 2024-es első köri választás - Bucks kapta: Jrue Holiday és Sam Merrill - Pelicans kapta: Steven Adams, Eric Bledsoe, 2+2 első köri választás - 2020. november 20.: Dallas Mavericks – Oklahoma City Thunder – Detroit Pistons - Mavericks kapta: James Johnson - Thunder kapta: Justin Jackson, Trevor Ariza, Dallas és Miami 2023-as második köri választásai közül a jobb, 2026-os második köri választása - Pistons kapta: Delon Wright - 2020. november 20.: Memphis Grizzlies – Boston Celtics – Portland Trail Blazers - Grizzlies kapta: Desmond Bane draftjoga és Mario Hezonja - Celtics kapta: két 2023-as második köri választás - Trail Blazers kapta: Enes Kanter és pénzösszeg - 2020. november 29.: Boston Celtics – Charlotte Hornets - Celtics kapta: védett 2022-es második köri választás - Hornets kapta: Gordon Hayward, 2023-as és 2024-es második köri választás - 2021. január 13.: Houston Rockets – Indiana Pacers – Brooklyn Nets – Cleveland Cavaliers - Rockets kapta: 2022-es, 2022-es, 2024-es és 2026-os első köri választás, 2021-es, 2023-as, 2025-ös és 2027-es választáscsere-jog - Pacers kapta: Caris LeVert, 2023-as első köri választás - Nets kapta: James Harden, 2024-es első köri választás - Cavaliers kapta: Jarrett Allen és Taurean Prince - 2021. március 19.: Milwaukee Bucks – Houston Rockets - Bucks kapta: P.J. Tucker, Rodions Kurucs és saját 2022-es első köri választását - Rockets kapta: D.J. Augustin, D.J. Wilson, 2021-es második köri választás cserejoga 2021-es első köri választásért, 2023-as első köri választás - 2021. március 25.: Chicago Bulls – Orlando Magic - Bulls kapta: Nikola Vučević és Al-Farouq Aminu - Magic kapta: Wendell Carter Jr., Otto Porter Jr., 2021-es és 2023-as első köri választás - 2021. március 25.: Los Angeles Clippers – Atlanta Hawks - Clippers kapta: Rajon Rondo - Hawks kapta: Lou Williams, 2023-as és 2027-es második köri választás - 2021. március 25.: Denver Nuggets – Cleveland Cavaliers - Nuggets kapta: JaVale McGee - Cavaliers kapta: Isaiah Hartenstein, 2023-as és 2027-es második köri választás | - 2021. június 18.: Oklahoma City Thunder – Boston Celtics - Thunder kapta: Kemba Walker, 2021-es első köri választás, 2025-ös második köri választás - Celtics kapta: Al Horford, Moses Brown, 2023-as második köri választás - 2021. augusztus 6.: Washington Wizards – Los Angeles Lakers – Indiana Pacers – San Antonio Spurs – Brooklyn Nets - Wizards kapta: Spencer Dinwiddie, Aaron Holiday, Kentavious Caldwell-Pope, Kyle Kuzma, Montrezl Harrell, illetve Isaiah Todd draftjoga - Lakers kapta: Russell Westbrook, 2023-as, 2024-es, 2028-as második köri választás - Pacers kapta: Isaiah Jackson draftjoga - Spurs kapta: Chandler Hutchison, 2022-es második köri választás - Nets kapta: Nyikolaj Milutinov draftjoga, 2024-es második köri választás, 2025-ös második köri választáscsere-opció - 2021. augusztus 7.: Atlanta Hawks – Boston Celtics – Sacramento Kings - Hawks kapta: Delon Wright - Celtics kapta: Kris Dunn, Bruno Fernando, 2023-as második köri választás - Kings kapta: Tristan Thompson - 2021. augusztus 17.: Boston Celtics – New York Knicks - Celtics kapta: pénzösszeg - Knicks kapta: Evan Fournier, két második köri választás - 2021. augusztus 27.: Cleveland Cavaliers – Chicago Bulls – Portland Trail Blazers - Cavaliers kapta: Lauri Markkanen - Bulls kapta: Derrick Jones Jr., 2022-es védett első köri választás, 2023-as második köri választás - Trail Blazers kapta: Larry Nance Jr. - 2022. február 8.: Indiana Pacers – Sacramento Kings - Pacers kapta: Tyrese Haliburton, Buddy Hield és Tristan Thompson - Kings kapta: Justin Holiday, Jeremy Lamb, Domantas Sabonis, 2023-as második köri választás - 2022. február 10.: Philadelphia 76ers – Brooklyn Nets - 76ers kapta: James Harden és Paul Millsap - Nets kapta: Ben Simmons, Seth Curry, Andre Drummond, 2022-es első köri választás, ami 2023-ra halasztható, 2027-es védett első köri választás - 2022. február 10.: Charlotte Hornets – Washington Wizards - Wizards kapta: Ish Smith, Vernon Carey Jr., 2023-as vagy 2024-es második köri választás - Hornets kapta: Montrezl Harrell - 2022. június 23.: Oklahoma City Thunder – New York Knicks - Thunder kapta: Ousmane Dieng - Knicks kapta: 2023-as első köri választás - 2022. június 23.: New York Knicks – Charlotte Hornets – Detroit Pistons - Knicks kapta: 2025-ös első köri választás - Hornets kapta: 2023-as első köri választás és második köri választások - Pistons kapta: Kemba Walker és Jalen Duren - 2022. június 23.: Denver Nuggets – Oklahoma City Thunder - Nuggets kapta: Peyton Watson draftjoga és két második köri választás - Thunder kapta: JaMychal Green, 2027-es védett első köri választás - 2022. június 23.: Charlotte Hornets – Minnesota Timberwolves - Hornets kapta: Bryce McGowens - Timberwolves kapta: Josh Minott, 2023-as második köri választás - 2022. június 24.: Minnesota Timberwolves – Memphis Grizzlies - Timberwolves kapta: Walker Kessler és TyTy Washington draftjogai - Grizzlies kapta: Jake LaRavia, 2023-as második köri választás - 2022. június 30.: Brooklyn Nets – Utah Jazz - Nets kapta: Royce O’Neale - Jazz kapta: 2023-as első köri választás - 2022. július 6.: Minnesota Timberwolves – Utah Jazz - Timberwolves kapta: Rudy Gobert - Jazz kapta: Patrick Beverley, Malik Beasley, Jarred Vanderbilt, Leandro Bolmaro, Walker Kessler draftjoga, 2023-as, 2025-ös, 2027-es és 2029-es első köri választás és 2026-os választáscsere - 2022. július 9.: Boston Celtics – Indiana Pacers - Celtics kapta: Malcolm Brogdon - Pacers kapta: Aaron Nesmith, Daniel Theis, Nik Stauskas, Malik Fitts, Juwan Morgan, 2023-as első köri választás - 2023. január 23.: Los Angeles Lakers – Washington Wizards - Lakers kapta: Hacsimura Rui - Wizards kapta: Kendrick Nunn, három második köri választás - 2023. február 7.: Cleveland Cavaliers – Indiana Pacers - Cavaliers kapta: Caris LeVert, 2022-es második köri választás - Pacers kapta: Ricky Rubio, 2022-es védett első köri választás, ami 2023-as választás lett, 2022-es és 2027-es második köri választás - 2023. február 8.: New York Knicks – Portland Trail Blazers – Philadelphia 76ers – Charlotte Hornets - Knicks kapta: Josh Hart - Trail Blazers kapta: Cameron Reddish, Ryan Arcidiacono, Matisse Thybulle, 2023-as első köri választás - 76ers kapta: Jalen McDaniels, 2024-es és 2029-es második köri választás - Hornets kapta: Svi Mykhailiuk, a legmagasabb választás Atlanta, Charlotte és Brooklyn 2023-as második köri választásai közül - 2023. február 9.: Houston Rockets – Los Angeles Lakers – Memphis Grizzlies - Rockets kapta: John Wall, Danny Green, választhat a Lakers és a Milwaukee Bucks 2023-as első köri választásai közül - Lakers kapta: Eric Gordon és három második köri választás - Grizzlies kapta: Luke Kennard - 2023. február 9.: Phoenix Suns – Brooklyn Nets – Milwaukee Bucks – Indiana Pacers - Suns kapta: Kevin Durant és T.J. Warren - Nets kapta: Mikal Bridges, Cameron Johnson, Juan Pablo Vaulet draftjoga, 2023-as, 2025-ös, 2027-es és 2029-es első köri választás, 2028-as első köri választáscsere, két második köri választás - Bucks kapta: Jae Crowder - Pacers kapta: George Hill, Serge Ibaka, Jordan Nwora, három második köri választás, pénzösszeg - 2023. február 9.: Atlanta Hawks – Portland Trail Blazers – Golden State Warriors – Detroit Pistons - Hawks kapta: Saddiq Bey - Trail Blazers kapta: Kevin Knox, Brooklyn és Atlanta 2023-as második köri választásai közül a legjobb, négy második köri választás - Warriors kapta: Gary Payton II, két második köri választás - Pistons kapta: James Wiseman - 2023. február 9.: Toronto Raptors – San Antonio Spurs - Raptors kapta: Jakob Pöltl - Spurs kapta: Khem Birch, 2024-es első köri választás, 2023-as és 2025-ös második köri választás - 2023. február 9.: Boston Celtics – Oklahoma City Thunder - Celtics kapta: Mike Muscala - Thunder kapta: Justin Jackson, Boston legrosszabb 2023-as második köri választása, 2029-es második köri választás |

### Draft napján és azt követően
- 2023. június 23.: Washington Wizards – Indiana Pacers[53]
  - Indiana kapta: Jarace Walker draftjoga és két 2028-as második köri választás
  - Washington kapta: Bilal Coulibaly draftjoga

## Draft előtti felmérő
A G-League Elite Camp május 13–14-én került megrendezésre, ahonnan kiválasztanak játékosokat a felmérőre.
A felmérőt május 15. és 21. között tartották Chicagóban.

## Draftlottó
A lottót május 16-án tartották.
|  | A tényleges lottóeredmény |

| Csapat                 | 2022–2023 | Esélyek | Helyezés valószínűsége | Helyezés valószínűsége | Helyezés valószínűsége | Helyezés valószínűsége | Helyezés valószínűsége | Helyezés valószínűsége | Helyezés valószínűsége | Helyezés valószínűsége | Helyezés valószínűsége | Helyezés valószínűsége | Helyezés valószínűsége | Helyezés valószínűsége | Helyezés valószínűsége | Helyezés valószínűsége |
| Csapat                 | 2022–2023 | Esélyek | 1.                     | 2.                     | 3.                     | 4.                     | 5.                     | 6.                     | 7.                     | 8.                     | 9.                     | 10.                    | 11.                    | 12.                    | 13.                    | 14.                    |
| ---------------------- | --------- | ------- | ---------------------- | ---------------------- | ---------------------- | ---------------------- | ---------------------- | ---------------------- | ---------------------- | ---------------------- | ---------------------- | ---------------------- | ---------------------- | ---------------------- | ---------------------- | ---------------------- |
| Detroit Pistons        | 17–65     | 140     | 14.0%                  | 13.4%                  | 12.7%                  | 12.0%                  | 47.9%                  | –                      | –                      | –                      | –                      | –                      | –                      | –                      | –                      | –                      |
| Houston Rockets        | 22–60     | 140     | 14.0%                  | 13.4%                  | 12.7%                  | 12.0%                  | 27.8%                  | 20.0%                  | –                      | –                      | –                      | –                      | –                      | –                      | –                      | –                      |
| San Antonio Spurs      | 22–60     | 140     | 14.0%                  | 13.4%                  | 12.7%                  | 12.0%                  | 14.8%                  | 26.0%                  | 7.0%                   | –                      | –                      | –                      | –                      | –                      | –                      | –                      |
| Charlotte Hornets      | 27–55     | 125     | 12.5%                  | 12.2%                  | 11.9%                  | 11.5%                  | 7.2%                   | 25.7%                  | 16.8%                  | 2.2%                   | –                      | –                      | –                      | –                      | –                      | –                      |
| Portland Trail Blazers | 33–49     | 105     | 10.5%                  | 10.5%                  | 10.6%                  | 10.5%                  | 2.2%                   | 19.6%                  | 26.7%                  | 8.7%                   | 0.6%                   | –                      | –                      | –                      | –                      | –                      |
| Orlando Magic          | 34–48     | 90      | 9.0%                   | 9.2%                   | 9.4%                   | 9.6%                   | –                      | 8.6%                   | 29.7%                  | 20.6%                  | 3.7%                   | 0.2%                   | –                      | –                      | –                      | –                      |
| Indiana Pacers         | 35–47     | 68      | 6.8%                   | 7.1%                   | 7.5%                   | 7.9%                   | –                      | –                      | 19.7%                  | 35.6%                  | 13.8%                  | 1.4%                   | <0.1%                  | –                      | –                      | –                      |
| Washington Wizards     | 35–47     | 67      | 6.7%                   | 7.0%                   | 7.4%                   | 7.8%                   | –                      | –                      | –                      | 32.9%                  | 31.1%                  | 6.6%                   | 0.4%                   | <0.1%                  | –                      | –                      |
| Utah Jazz              | 37–45     | 45      | 4.5%                   | 4.8%                   | 5.2%                   | 5.7%                   | –                      | –                      | –                      | –                      | 50.7%                  | 25.9%                  | 3.0%                   | 0.1%                   | <0.1%                  | –                      |
| Dallas Mavericks       | 38–44     | 30      | 3.0%                   | 3.3%                   | 3.6%                   | 4.0%                   | –                      | –                      | –                      | –                      | –                      | 65.9%                  | 19.0%                  | 1.2%                   | <0.1%                  | <0.1%                  |
| Chicago Bulls          | 40–42     | 18      | 1.8%                   | 2.0%                   | 2.2%                   | 2.5%                   | –                      | –                      | –                      | –                      | –                      | –                      | 77.6%                  | 13.5%                  | 0.4%                   | <0.1%                  |
| Oklahoma City Thunder  | 40–42     | 17      | 1.7%                   | 1.9%                   | 2.1%                   | 2.4%                   | –                      | –                      | –                      | –                      | –                      | –                      | –                      | 85.2%                  | 6.7%                   | 0.1%                   |
| Toronto Raptors        | 41–41     | 10      | 1.0%                   | 1.1%                   | 1.2%                   | 1.4%                   | –                      | –                      | –                      | –                      | –                      | –                      | –                      | –                      | 92.9%                  | 2.3%                   |
| New Orleans Pelicans   | 42–40     | 5       | 0.5%                   | 0.6%                   | 0.6%                   | 0.7%                   | –                      | –                      | –                      | –                      | –                      | –                      | –                      | –                      | –                      | 97.6%                  |

1. ↑  New York megkapja a választást, ha 11. és 30. hely közé esik.
2. ↑  Orlando megkapja a választást, ha az 5. és a 30. hely közé esik.

## Választható játékosok
A draftot a 2017-es CBA alapján folytatják, kisebb változtatásokkal a Covid19-pandémia miatt. A 2011-es CBA nem változtatott semmit a folyamaton, de felszólította a tulajdonosokat, hogy beszéljenek lehetséges változtatásokról a játékosokkal.
- Minden választott játékosnak legalább 19 évesnek kell lennie a draft évében. Bárki, aki szerepel a 2023-as drafton, 2004. december 31. előtt kellett születnie.
- A 2016-os draft óta a következő szabályok vannak életben az NCAA Division I-tanács szerint:[56]
  - Jelentkezés a draftra már nem jelenti azt, hogy a játékos automatikusan elveszti egyetemi éveit. Amíg a játékos nem ír alá profi szerződést az NBA-n kívül, vagy szerződtet egy ügynököt, addig, ha visszalép időben a drafttól, megtartja egyetemi játékjogát.
  - A draft felmérő előtt 10 napig visszaléphetnek az NCAA játékosai.
  - NCAA-játékosok részt vehetnek a draft felmérőn és részt vehetnek évente egy próbán egy NBA-csapattal, anélkül, hogy elvesztenék egyetemi játékjogaikat.
  - NCAA-játékosok már jelentkezhetnek és visszaléphetnek a drafttól kétszer, anélkül, hogy elvesztenék játékjogukat. Korábban a második jelentkezés végleges játékjogvesztést jelentett az NCAA-ben.

### Korai jelentkezők
Azon játékosok, akik nem automatikusan választhatók, be kell jelenteniük, hogy részt fognak venni a drafton, legalább 60 nappal az esemény előtt. A 2023-as drafton ez a dátum április 23. A CBA szerint egy játékos visszaléphet bármikor 10 nappal a draft előtt, 17:00-ig (EDT; 21:00 UTC). Az NCAA jelenlegi szabályai szerint a játékosok a draft felmérő utáni 10 napban bármikor visszaléphetnek, hogy visszakapják egyetemi játékjogukat. Ennek ellenére 2023-ban ez 22 nap, május 31-ig vissza lehet lépni.
Azon játékosok, akiknek vannak ügynökeik, megtartják egyetemi játékjogukat, attól függetlenül, hogy draftolják-e őket. Játékosok, akik bejelentették, hogy részt vesznek és nem választják őket, visszatérhetnek iskolába egy évre, miután szerződést bontanak ügynökükkel.

#### Egyetemi első–, másod–, és harmadévesek
| - Jaden Akins - G, Michigan State (másodéves) - Trey Alexander - G, Creighton (másodéves) - Marcus Bagley, F, Arizona State (harmadéves) - Amari Bailey – G, UCLA (elsőéves) - Will Baker – C, Nevada (harmadéves) - Emoni Bates – F, Eastern Michigan (másodéves) - Charles Bediako – C, Alabama (másodéves) - Reese Beekman – G, Virginia (harmadéves) - Anthony Black – G, Arkansas (elsőéves) - / Adem Bona – F, UCLA (elsőéves) - Jalen Bridges – F, Baylor (harmadéves) - Lamont Butler – G, San Diego State (harmadéves) - Noah Clowney – F, Alabama (elsőéves) - Ricky Council IV – G, Arkansas (harmadéves) - LJ Cryer – G, Baylor (harmadéves) - Gradey Dick – G, Kansas (elsőéves) - Zach Edey - C, Purdue (harmadéves) - Keyonte George – G, Baylor (elsőéves) - Mouhamed Gueye – F, Washington State (másodéves) - Jordan Hawkins – G, Connecticut (másodéves) - Taylor Hendricks – F, Central Florida (elsőéves) - DaRon Holmes – F, Dayton (másodéves) - Jalen Hood-Schifino – G, Indiana (elsőéves) - Jett Howard – F, Michigan (elsőéves) - Andre Jackson Jr. – F, Connecticut (harmadéves) | - G. G. Jackson – F, South Carolina (elsőéves) - / Arthur Kaluma – F, Creighton (másodéves) - Bobi Klintman – F, Wake Forest (elsőéves) - Pelle Larsson – G, Arizona (harmadéves) - Dereck Lively II – C, Duke (elsőéves) - Dillon Mitchell – F, Texas (elsőéves) - Brandon Miller – F, Alabama (elsőéves) - Judah Mintz – G, Syracuse (elsőéves) - Kris Murray – F, Iowa (harmadéves) - Norchad Omier – F, Miami (Fl.) (harmadéves) - Brandin Podziemksi – G, Santa Clara (másodéves) - Olivier-Maxence Prosper – F, Marquette (harmadéves) - Julian Phillips – F, Tennessee (elsőéves) - Adama Sanogo - F, Connecticut (harmadéves) - Bryce Sensabaugh - F, Ohio State (elsőéves) - Nick Smith Jr. – G, Arkansas (elsőéves) - Terquavion Smith – G, North Carolina (másodéves) - Julian Strawther - F, Gonzaga (harmadéves) - Ąžuolas Tubelis – F, Arizona (harmadéves) - Jarace Walker – F, Houston (elsőéves) - Jordan Walsh – F, Arkansas (elsőéves) - Cason Wallace – G, Kentucky (elsőéves) - Dariq Whitehead – F, Duke (elsőéves) - Cam Whitmore – F, Villanova (elsőéves) - Jalen Wilson – G, Kansas (harmadéves) |

#### Végzősök
| - Kaodirichi Akobundu-Ehiogu - F, Memphis (vörösmezes) - Damezi Anderson Jr. - F, Detroit (végzett) - Chase Audige - G Northwestern (végzett) - Kobe Brown – G, Missouri - Toumani Camara – F, Dayton - Yuri Collins – G, Saint Louis - Adam Flagler – G, Baylor (vörösmezes) - Trayce Jackson-Davis – C, Indiana - / Jaime Jaquez Jr. – G/F, UCLA | - Keyontae Johnson - F, Kansas State - Nathan Mensah – F, San Diego State - Olivier Nkamhoua – F, Tennessee - Jahvon Quinerly – G, Alabama (vörösmezes) - Marcus Sasser – G, Houston - Grant Sherfield – G, Oklahoma - Justice Sueing – F, Ohio State (vörösmezes) - Oscar Tshiebwe – F, Kentucky - Isaiah Wong – G, Miami (Fl.) |

#### Más játékosok
- Gael Bonilla – F, Capitanes de Ciudad de México (NBA G-League)
- Scoot Henderson – G, NBA G-League Ignite (NBA G-League)
- Đorđije Jovanović – F, Ontario Clippers (NBA G-League)
- Leonard Miller – F, NBA G-League Ignite (NBA G-League)
- Amen Thompson – G, City Reapers (Overtime Elite)
- Ausar Thompson – G, City Reapers (Overtime Elite)

#### Nemzetközi játékosok
| - Bilal Coulibaly – G, Metropolitans 92 (Franciaország) - / Nadir Hifi – G, ESSM Le Portel (Franciaország) - James Nnaji – C, FC Barcelona (Spanyolország) - Rayan Rupert – G, New Zealand Breakers (Ausztrália) | - Marcio Santos – C, Sesi Franca (Brazília) - Enzo Shahrvin – F, Pau Orthez (Franciaország) - Tristan Vukčević – F, Partizan Belgrade (Szerbia) - Victor Wembanyama – F, Metropolitans 92 (Franciaország) |